# Liparis chlorantha
Liparis chlorantha är en orkidéart som beskrevs av Rudolf Schlechter. Liparis chlorantha ingår i släktet gulyxnen, och familjen orkidéer. Inga underarter finns listade i Catalogue of Life.